# Великобритания на летних Олимпийских играх 1988
На летних Олимпийских играх 1988 года Великобританию представляло 345 спортсменов (219 мужчин, 126 женщины). Они завоевали 5 золотых, 10 серебряных и 9 бронзовых медалей, что вывело сборную на 12-е место в неофициальном командном зачёте.

## Медалисты
| Медаль  | Спортсмен                                                | Вид спорта            | Дисциплина                                              |
| ------- | -------------------------------------------------------- | --------------------- | ------------------------------------------------------- |
| Золото  | Команда                                                  | Хоккей на траве       | Мужчины                                                 |
| Золото  | Малкольм Купер                                           | Стрельба              | Мужчины, малокалиберная винтовка, 3 положения 50 метров |
| Золото  | Майкл Макинтайр Филипп Вэйл                              | Парусный спорт        | Класс «Звёздный»                                        |
| Золото  | Адриан Мурхаус                                           | Плавание              | Мужчины, 100 м брассом                                  |
| Золото  | Энди Холмс Стив Редгрейв                                 | Академическая гребля  | Мужчины, двойки распашные без рулевого                  |
| Серебро | Линфорд Кристи                                           | Лёгкая атлетика       | Мужчины, 100 м                                          |
| Серебро | Питер Эллиотт                                            | Лёгкая атлетика       | Мужчины, 1500 м                                         |
| Серебро | Колин Джексон                                            | Лёгкая атлетика       | Мужчины, 110 м с барьерами                              |
| Серебро | Линфорд Кристи Джон Реджис Эллиот Банни Майкл Макфарлейн | Лёгкая атлетика       | Мужчины, эстафета 4×100 м                               |
| Серебро | Лиз Макколган                                            | Лёгкая атлетика       | Женщины, 10 000 м                                       |
| Серебро | Фатима Витбред                                           | Лёгкая атлетика       | Женщины, метание копья                                  |
| Серебро | Марк Филлипс Карен Стрэкер Вирджиния Ленг Иан Старк      | Конный спорт          | Троеборье, командное первенство                         |
| Серебро | Иан Старк                                                | Конный спорт          | Троеборье, личное первенство                            |
| Серебро | Алистер Аллан                                            | Стрельба              | Мужчины, малокалиберная винтовка, 3 положения 50 метров |
| Серебро | Ник Джиллингхем                                          | Плавание              | Мужчины, 200 м брассом                                  |
| Бронза  | Стивен Халлард Ричард Пристмен Лерой Уотсон              | Стрельба из лука      | Мужчины, командное первенство                           |
| Бронза  | Марк Роулэнд                                             | Лёгкая атлетика       | Мужчины, 3000 м с препятствиями                         |
| Бронза  | Ивонн Мюррей                                             | Лёгкая атлетика       | Женщины, 3000 м                                         |
| Бронза  | Ричард Вудхолл                                           | Бокс                  | Мужчины, до 71 кг                                       |
| Бронза  | Вирджиния Ленг                                           | Конный спорт          | Троеборье, личное первенство                            |
| Бронза  | Деннис Стюарт                                            | Дзюдо                 | Мужчины, до 95 кг                                       |
| Бронза  | Ричард Фелпс Доминик Махоуни Грэм Брукхаус               | Современное пятиборье | Мужчины, командное первенство                           |
| Бронза  | Энди Холмс Стив Редгрейв Патрик Суини                    | Академическая гребля  | Мужчины, двойки распашные с рулевым                     |
| Бронза  | Энди Джеймсон                                            | Плавание              | Мужчины, 100 м баттерфляем                              |

## Результаты соревнований

### Академическая гребля
В следующий раунд из каждого заезда проходили несколько лучших экипажей (в зависимости от дисциплины). В финал A выходили 6 сильнейших экипажей, ещё 6 экипажей, выбывших в полуфинале, распределяли места в малом финале B.
Мужчины
| Соревнование | Спортсмены               | Предварительный заезд | Предварительный заезд | Предварительный заезд | Отборочный заезд | Отборочный заезд | Отборочный заезд | Полуфинал | Полуфинал | Полуфинал | Финал   | Финал   | Итоговое место |
| Соревнование | Спортсмены               | Заезд                 | Время                 | Место                 | Заезд            | Время            | Место            | Заезд     | Время     | Место     | Время   | Место   | Итоговое место |
| ------------ | ------------------------ | --------------------- | --------------------- | --------------------- | ---------------- | ---------------- | ---------------- | --------- | --------- | --------- | ------- | ------- | -------------- |
| двойки       | Энди Холмс Стив Редгрейв | 3                     | 6:42,43               | 1 Q                   | не участвовали   | не участвовали   | не участвовали   | 2         | 6:45,03   | 1 QA      | Финал A | Финал A | 1              |
| двойки       | Энди Холмс Стив Редгрейв | 3                     | 6:42,43               | 1 Q                   | не участвовали   | не участвовали   | не участвовали   | 2         | 6:45,03   | 1 QA      | 6:36,84 | 1       | 1              |